# Sternotherus depressus
Sternotherus depressus е вид влечуго от семейство Тинести костенурки (Kinosternidae). Видът е критично застрашен от изчезване.

## Разпространение
Разпространен е в САЩ (Алабама).